# Clemente Galano
Clemente Galano CR (* 21. April 1611 in Sorrent; † 14. Mai 1666 in Lemberg) war ein italienischer Theatinermissionar und Orientalist.

## Leben
Der aus Sorrent stammende Giuseppe Galano, so sein Taufname, trat mit 15 Jahren in das Theatinerkloster in Sorrent ein und legte am 25. Februar 1628 im Theatinerkloster zu den Heiligen Aposteln in Neapel die Gelübde ab. 1636 wurde er (mit anderen) als Missionar (über Messina, Malta, Aleppo) nach Gori in Georgien entsandt, um die armenische Kirche wieder mit Rom zu vereinen. Während seines dreijährigen Aufenthaltes der Theatinermission in Cippurias in Kolchis lernte er die armenische Sprache fließend. Seine Verhandlungen mit dem armenischen Patriarchen Cyriakus von Eriwan endeten erfolglos und wurden durch den Tod des Patriarchen beendet. 1640 von seinen Oberen nach Konstantinopel gesandt, eröffnete Galano dort ein Kolleg und veröffentlichte seine armenische Grammatik und Logik.
Wegen der gewaltsamen Opposition des neu gewählten Patriarchen David wurde er 1644 aus Konstantinopel ausgewiesen (nachdem der französische Konsul ihn gegen eine hohe Summe aus der Haft freigekauft hatte) und musste mit seinen Anhängern nach Rom zurückkehren. Seine Gruppe, bestehend aus von der griechisch-armenischen Kirche konvertierten Schülern und Würdenträgern, darunter der armenische Bischof Kyrill von Trapezunt, wurde von Papst Urban VIII. herzlich empfangen. Kurz darauf wurde Galano zum Professor am Collegio Urbano der Kongregation Propaganda Fide ernannt, das seit 1641 von Theatinern besetzt war. Er lebte im Kloster S. Silvestro di Monte Cavallo, wo er zugleich Novizenmeister war. In dieser Zeit verfasste er auch seine Schrift Conciliationis Ecclesiae Armenae cum Romana über die Versöhnung der armenischen mit der römischen Kirche, die von 1650 an in mehreren Teilen erschien. 1660 wurde am Collegio Urbano das (kurzlebige) Armenische Seminar mit sechs Studenten, vier davon Basilianermönche, gegründet, dessen Leitung Galano übernahm.
1663 sandte die Kongregation Galano und seinen ehemaligen Schüler Louis Pidou (und den Laienbruder Bonaventura Acostacci, der bald darauf auf der Rückreise nach Italien in Krakau starb) nach Polen, um auf eine Wiedervereinigung der polnischen Armenier mit der Kirche von Rom hinzuarbeiten und eine Schule zur Gewinnung armenischen Priesternachwuchses zu gründen. Nachdem sie den Winter in München verbracht hatten, kamen sie am 1. Mai 1664, versehen mit Empfehlungsschreiben des Nuntius Antonio Pignatelli und der Königin Maria Ludovica, dort an und eröffneten ein armenisches Kolleg in Leopolis (Lemberg), das am 24. Januar 1665 mit zunächst drei Schülern eröffnet wurde, denen bald weitere folgten, einer davon der spätere Bischof Vartan Hunanian. Kurz vor dem Erfolg der Mission starb Galano; sein Mitbruder Pidou setzte die Arbeit erfolgreich fort und erlebte das Ende des Schismas.

## Werke
- Grammaticae et logicae institutiones linguae literalis Armenica : addito Vocabulario Armeno-Latino omnium scholasticarum dictionum / Armenis traditae a D. Clemente Galano, 1645 (Digitalisat)
- Conciliationis Ecclesiae Armenae cum Romana, 2 Bände; Band 1, Rom 1650–1658; Band 2, Rom 1661 (Digitalisat)
- Clementis Galani historia Armena, ecclesiastica et politica : nunc primum in Germania excusa et ad exemplar romanum diligenter expressa. Coloniae 1686 (Digitalisat)